# Jean-Noël Barrot
Jean-Noël Barrot (Parijs, 13 mei 1983) is een Frans politicus. Sinds 21 september 2024 is hij minister van Buitenlandse Zaken in de regering van premier Michel Barnier. Hij is lid van de Mouvement démocrate (MoDem). Eerder was hij onderminister voor Digitale Zaken (2022-2024) en voor Europese Zaken (2024).
Barrot werd verkozen tot lid van de Nationale Vergadering voor de tweede kieskring van Yvelines in 2017 en herkozen in 2022 en 2024. In 2024 was hij korttijdig voorzitter van de commissie voor Buitenlandse Zaken in de Nationale Vergadering.
Hij is een zoon van oud-Europees commissaris Jacques Barrot.
- Mathematics Genealogy Project: 270321
- Système universitaire de documentation: 169707784
- Virtual International Authority File: 304851437